# Баронски
Баронски (на руски: Баро́нский) е посьолок в Гагински район, Нижегородска област, Русия.
В съветско время селището се казва Енергия (Энергия). Съвременното наименование получава заради намиращата се там усадба на Жомини, която е главната туристическа атракция. За развитието на туризма около усадбата е построено „етноселище“ с музеи.
Постоянното му население през 2010 година е само от 1 жителка.

## География
Баронски е разположен в югоизточната част на Нижегородска област, на брега на река Пяна (Пьяна), северозападно от районния център село Гагино.
Климатът в Баронски е умереноконтинентален (Dfb по Кьопен) с горещо и сравнително влажно лято и дълга студена зима.

## История
По някои сведения първи стопанин на усадбата е военният историк Антоан-Анри Жомини, която съществува от 1810-те години. По други сведения тя е построена в началото на 1870-те години от неговия внук Николай Генрихович Жомини (1837 – 1902).
След революциите и гражданската война в началото на ХХ век усадбата е запусната. В нея държат арестанти, живеят бежанци, а по-късно там се разполага управа на колхоз.